# Chaubardiella pubescens
Chaubardiella pubescens är en orkidéart som beskrevs av James David Ackerman. Chaubardiella pubescens ingår i släktet Chaubardiella och familjen orkidéer.
Artens utbredningsområde är Colombia. Inga underarter finns listade i Catalogue of Life.